# Ambakirano
Ambakirano is een plaats in Madagaskar gelegen in het district Ambilobe van de regio Diana. In 2001 telde de plaats bij de volkstelling ongeveer 16.000 inwoners.
In de plaats is basisonderwijs en voortgezet onderwijs voor jonge kinderen beschikbaar. 50% van de bevolking is landbouwer en 46% van de bevolking doet aan veelteelt. Er wordt met name rijst en katoen verbouwd, maar catechu en tabak komt ook voor. Verder is 2% van de bevolking wekzaam in de industrie- en 2% van de bevolking werkzaam in de dienstensector.